# Le temps des cerises

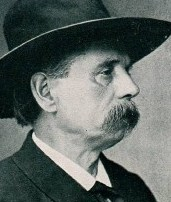
Jean-Baptiste Clément autor del texto de la canción

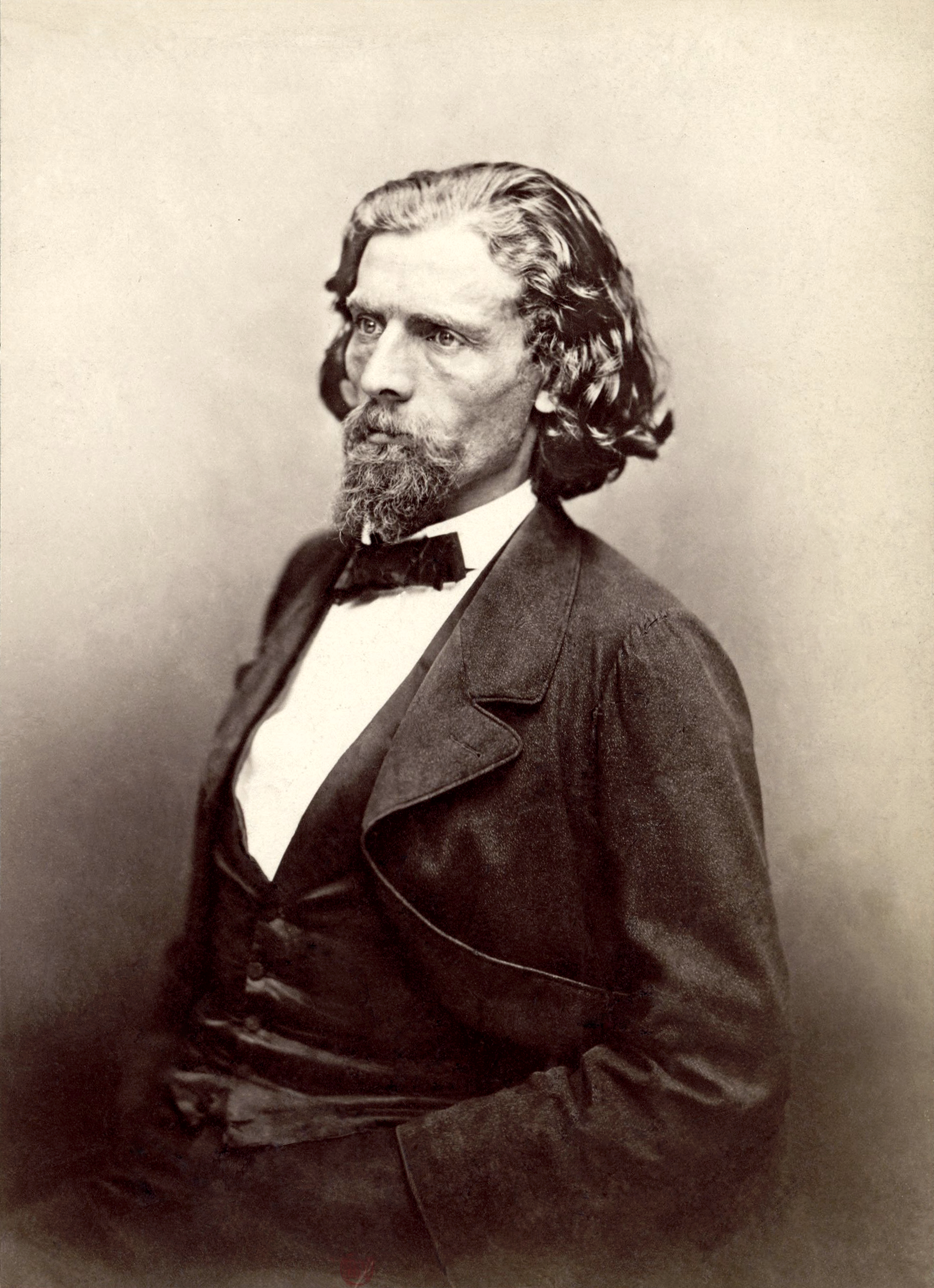
Antoine Renard, compositor del Tiempo de cerezas.

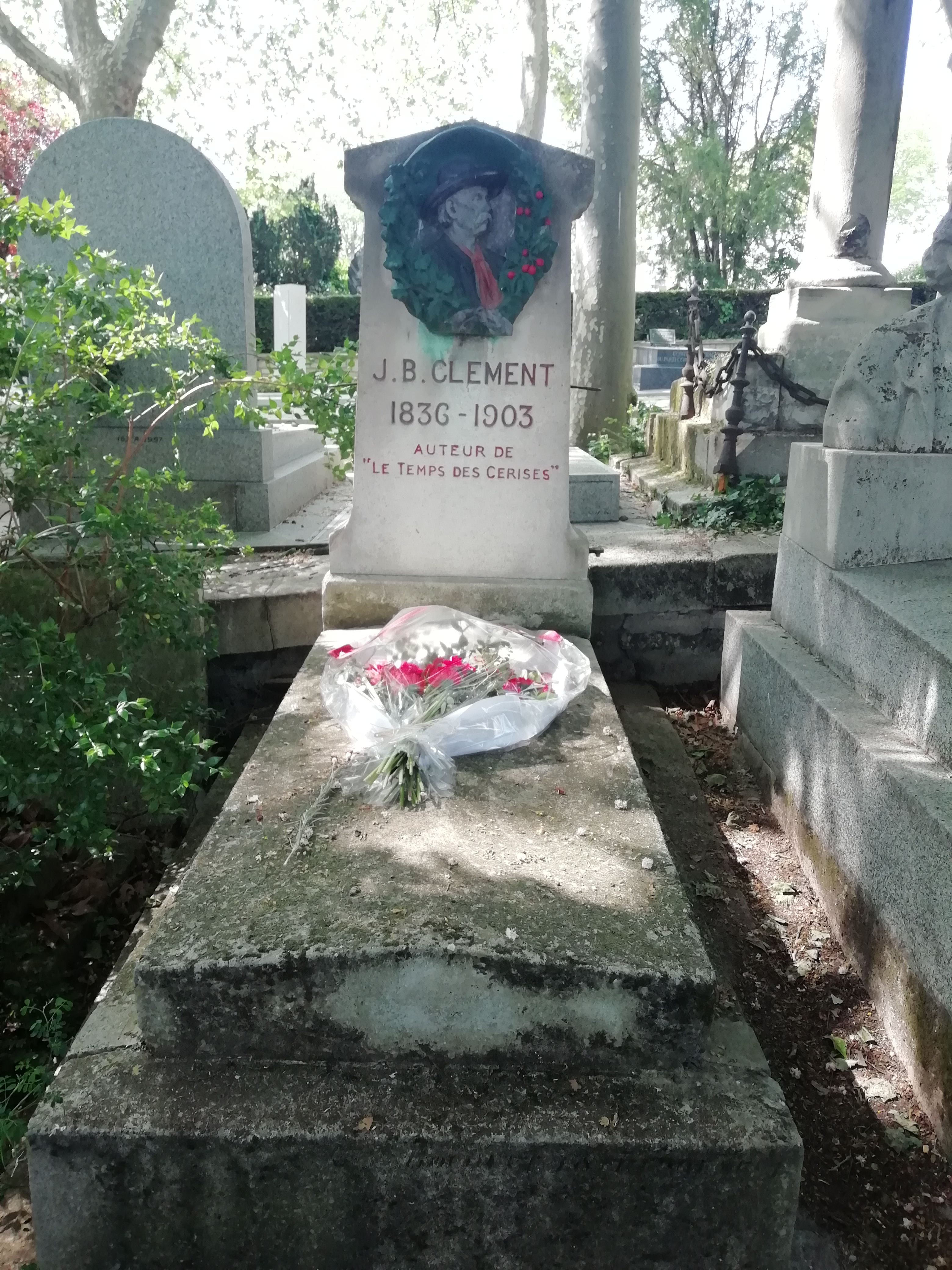
Tumba de Jean Baptiste Clément

Le Temps des cerises es una canción escrita en Francia en 1866, con texto de Jean-Baptiste Clément y música de Antoine Renard. La canción está fuertemente asociada a la Comuna de París de 1871; el autor fue comunero y combatió durante la misma. Con posterioridad, fue dedicada por el autor a una enfermera fallecida durante la Semana Sangrienta, el episodio final de la insurrección, cuando las tropas del Gobierno francés derrocaron la comuna.

## Contexto
Jean Baptiste Clément escribió esta canción en 1866 durante un viaje a Bélgica. En el camino a Flandes, se detuvo en Conchy-Saint-Nicaise, en la casa situada cerca del bar en la localidad de la oficina de correos. La casa rodeada de cerezos centenarios inspiró al autor.

## Dedicatoria
Años más tarde, en 1872, Jean Baptiste Clément dedicó su canción a un conductor de ambulancia que conoció durante la Semana Sangrienta, mientras luchaba con una veintena de hombres, entre ellos Eugène Varlin, Charles Ferdinand Gambon y Théophile Ferré: "A la valiente ciudadana Louise, la conductora de ambulancias de la rue de la Fontaine-au-Roi, el domingo 28 de mayo de 1871". Al final de la letra, explica esta dedicatoria:

"Ya que esta canción ha estado en las calles, quería dedicarla, como recuerdo y simpatía, a una chica valiente que también corrió por las calles en un momento en que se necesitaba una gran dedicación y un coraje orgulloso. El siguiente hecho es uno que nunca se olvida: Domingo, 28 de mayo de 1871... Entre las once y las doce vimos a una joven de veinte o veintidós años que venía hacia nosotros, con una cesta en la mano. [...] A pesar de nuestra negativa razonada a mantenerla con nosotros, ella insistió y no quiso dejarnos. De hecho, cinco minutos después, nos fue útil. Dos de nuestros compañeros cayeron, uno con un disparo en el hombro y el otro en medio de la frente. »

"Solo sabíamos que se llamaba Louise y que era trabajadora. Naturalmente, tenía que estar con los rebeldes y los cansados de la vida. ¿Qué ha sido de ella? ¿Fue ella, junto con tantos otros, fusilada por la gente de Versalles? ¿No fue a esta oscura heroína a quien tuve que dedicar la canción más popular de todas las contenidas en este volumen? »

En La Commune Histoire et souvenirs (1898), Louise Michel recuerda esta dedicatoria indicando indirectamente que ella no es la Louise del tiempo de las cerezas:

"Justo cuando estaban a punto de disparar los últimos tiros, llegó una joven que venía de la barricada de la calle Saint-Maur y les ofreció sus servicios: querían llevársela de este lugar de muerte, pero ella se quedó a pesar de ellos. Pocos momentos después, la barricada, lanzando una terrible explosión con todo lo que quedaba de su metralla, murió en esta enorme descarga, que oímos de Satory, los que estaban prisioneros; al conductor de la ambulancia de la última barricada y de la última hora, J.-B. Clément dedicó el canto de las cerezas mucho tiempo después. Nadie la volvió a ver. [...] La Comuna estaba muerta, enterrando con ella a miles de héroes desconocidos. »

## Análisis
La canción no fue creada durante la Comuna, pero hay una razón estilística para esta asimilación de los Temps des cerises a la memoria de la Comuna de París: su letra es suficientemente imprecisa, habla de una "herida abierta", de un "recuerdo que guardo en mi corazón", de "cerezas de amor [...] cayendo [...] en gotas de sangre". Estas palabras se pueden usar para describir una revolución fallida o un amor perdido, evocado, al parecer, a través del recuerdo de una desfloración. Uno se siente tentado a ver esto como una metáfora poética que evoca indirectamente una revolución: en esta interpretación, las cerezas representarían agujeros de bala; balas a las que se aludiría a través de la imagen de lo "bello" que es mejor evitar...
La coincidencia cronológica también significa que la Semana Sangrienta de finales de mayo de 1871 tiene lugar precisamente durante la temporada de cerezas. Pero un simple examen de la fecha de composición (1866) muestra que se trata de una extrapolación posterior. Es, de hecho, una canción simplemente sobre la primavera y el amor (especialmente un desamor, al que se alude en la última estrofa). Las cerezas también se refieren al azúcar y al verano, y por lo tanto a un contexto alegre e incluso festivo. Así, la canción transmite tanto una cierta nostalgia como una cierta idea de alegría.

## Letra de la canción
Hay muchas versiones de la letra original. La siguiente es la versión popularizada por Yves Montand, donde ciertas variaciones aparecen puestas entre paréntesis:

Quand nous chanterons le temps des cerises (Quand nous en serons au temps des cerises)

Et gai rossignol et merle moqueur

Seront tous en fête

Les belles auront la folie en tête

Et les amoureux du soleil au cœur

Quand nous chanterons le temps des cerises

Sifflera bien mieux le merle moqueur

Mais il est bien court le temps des cerises

Où l'on s'en va deux cueillir en rêvant

Des pendants d'oreille...

Cerises d'amour aux robes pareilles (vermeilles)

Tombant sous la feuille (mousse) en gouttes de sang...

Mais il est bien court le temps des cerises

Pendants de corail qu'on cueille en rêvant !

Quand vous en serez au temps des cerises

Si vous avez peur des chagrins d'amour

Évitez les belles !

Moi qui ne crains pas les peines cruelles

Je ne vivrai pas sans souffrir un jour...

Quand vous en serez au temps des cerises

Vous aurez aussi des chagrins (peines) d'amour !

J'aimerai toujours le temps des cerises

C'est de ce temps-là que je garde au cœur

Une plaie ouverte !

Et Dame Fortune, en m'étant offerte

Ne pourra jamais calmer (fermer) ma douleur...

J'aimerai toujours le temps des cerises

Et le souvenir que je garde au cœur !

## Notación musical
Le Temps des cerises – Partitura para piano